# Pedinoides
Els pedinoides (Pedinoida) són un ordre d'eriçons de mar, que conté el gènere únic viu Caenopedina. El grup era molt més divers al Mesozoic i representa l'ordre més antic d'euechinoides que ha arribat a l'actualitat.
Es distingeixen d'altres eriçons de mar per la presència d'una closca rígida amb plaques tessel·lades. Tot i que les seves espines primàries són sòlides, les més petites poden ser buides, diferenciant-los encara més dels ordres estretament relacionats Diadematoida i Echinothurioida, que només posseeixen espines buides.